# Flensborg Fjord
 Der er for få eller ingen kildehenvisninger i denne artikel, hvilket er et problem. Du kan hjælpe ved at angive troværdige kilder til de påstande, som fremføres i artiklen.

Flensborg Fjord (på tysk: Flensburger Förde) er Tysklands nordligste og Danmarks sydligste fjord, og derved danner fjorden en del af grænsen mellem Tyskland og Danmark. Fjordens vestlige ende markerer Østersøens vestligste punkt. 
Fjordvejen går fra Kruså via Kollund, Sønderhav, Rønshoved og Rinkenæs. Efter Genforeningen i 1920 og frem til 1958, løb Gendarmstien langs med den nordlige del af fjorden. Blandt sejlsportsfolk fra begge sider af grænsen regnes Flensborg Fjord blandt Østersøens populæreste sejlområder. Den  del af fjorden, der ligger i Flensborg, er Flensborg Havn.
Fjorden er cirka 30 km lang og op til 20 m dyb. Fjorden består af en 2 til 3 km bred inderfjord og en 3 til 4 km bred yderfjord. Nord for fjorden ligger landskabet Sundeved med byerne Kollund, Rinkenæs, Gråsten, Egernsund og Broagerland og Als med købstaden Sønderborg. Syd for fjorden ligger landskabet Angel med byerne Lyksborg, Holnæs, Langballe, Stenbjergkirke og Gelting. Ud for Sønderhav ligger Okseøerne, som er to småøer på 4 (Lille Okseø) og 8 hektar (Store Okseø). Øerne har fået deres navn, fordi de om sommeren blev brugt til græsning af okser. Ved bunden af fjorden ligger Flensborg. Grænsen mellem inder- og yderfjord markeres ved halvøerne Broagerland og Holnæs, som fra nord og syd rager ud i fjorden. Ved fjordens udløb i Østersøen ligger fyrtårnet på Kegnæs (på den danske side) og naturområdet Gelting Birk med klitter, saltenge, mose- og hedeområder (på den tyske side). Der var frem til 2010 en færgeforbindelse mellem Sønderborg og Langballeå (på tysk Langballigau). Overgangen til den åbne østersø markeres ved Bredegrund. 
Fjorden er primært formet af ismasser og smeltevand i løbet af den sidste istid. Området omkring er præget af et bakket morænelandskab med flade strande, kystskrænter, småskove, dyrkede arealer og flere mindre bugter og nore som Nybøl Nor, Vemmingbund eller Gelting Bugt. 

## Historie
Fjordtrafikken startede i 1866 med fjorddamperen "Seemöwe"' og samme år kom der dampskibsforbindelse fra Flensborg over Kollund, Lyksborg, Egernsund og Gråsten.  To år senere sejlede damskibene "Seeadler" og "Heinrich-Adolph" til de nye anlægspladser i Rønshoved, Rinkenæs-Sandager og Brunsnæs. I marts 1873 startede flere rederier sejlruter fra Flensborg til Sønderborg-Flensborg. 
Om sommeren fra cirka 1880 til 1920 samlede der sig efterhånden på nordsiden af Flensborg Fjord i Kunstnerkolonien Egernsund, hvor tilrejsende kunstmalere overvejende fra Tyskland  mødtes med lokale kunstmalere. I dag er ca. 50 af Egernsundmalernes værker en fast del af udstillingen på Museumsberg Flensburg. 
Efter Genforeningen i 1920 tabte Flensborg sit bagland og i begyndelsen af 1930erne sluttede en stor del af fjordtrafikken. 1935 begyndte rederiet "Förde Reederei" med motorskibene Forelle og Libelle at sejle turistsejlads til Solitude ved Holnæs og til Langballeå. Under 2. verdenskrig supplerede kvægtransporten personskibsfarten.  
Marineschule Mürwik i Mørvig blev i de sidste dage af krigen tilflugtssted for den sidste tyske rigsregering. Sonderbereich Mürwik (Enklave Mørvig) var fra 3. maj til den 23. maj 1945 den sidste tyskkontrollerede enklave i Nazityskland. Herfra indledte regeringen under ledelse af storadmiral Karl Dönitz, forhandlinger om kapitulation, der blev underskrevet den 7. maj 1945 i Reims. Det tredje Rige ophørte dermed at eksistere. Rustningsminister Albert Speer, Hitlers efterfølger storadmiral Karl Dönitz, den tyske generalstabschef generaloberst Alfred Jodl og andre højtstående regerings- og nazipartimedlemmer blev taget til fange den 23. maj 1945. 
Marineskolen var og er den tyske marines officersskole. Med den mere end 200 m lange havnefront og det ca. 60 m høje tårn dominerer skolen store dele af den sydøstlige bred af fjorden. Selve flådehavnen med tilhørende indretninger blev nedlagt omkring 1990.
1953 begyndte den første spritrute eller "Butterfahrt" mellem Kollund og Flensborg. Den afgiftsfrie spritbådssejlads bredte sig de følgende år til de andre havnebyer i og omkring fjorden. Denne trafik sluttede omkring år 2000 da afgiftsfriheden ophørte.